# ジインデノペリレン
ジインデノペリレン（英語: Diindenoperylene, DIP）とは、多環芳香族炭化水素の一種である。有機半導体として用いられる。化学式はC32H16、IUPAC名はdiindeno[1,2,3-cd:1',2',3'-lm]perylene。.